# Vale
|  | For den rasilianske virksomhed, se Vale (virksomhed) |
Vale er navnet på en gud fra norrøn mytologi, søn af Odin og Rind. I lighed med sine halvbrødre Balder og Høder overlever han Ragnarok. Også Loke og Sigyn har en søn ved navn Vale.
Hos Saxo hedder Odin og Rinds søn Bo.

## Vale som Lokes søn
Efter at Loke havde narret den blinde Høder til at skyde en pil mod Balder, så han døde, blev Loke fanget og lagde ham over tre stene. Hans søn med Sigyn, der også hed Vale, blev forvandlet til en ulv, som sønderrev sin egen bror Narfe, hvis tarme blev brugt til at fastbinde Loke til stenene. Njords kone Skade bandt en hugorm op over Loke, så dens edder drypper ham ned i ansigtet, mens Sigyn holder en skål op under ormens gab for at opfange edderen. Men når skålen er fuld, må hun hver gang udenfor og tømme den, og imens drypper det fra ormen ned i Lokes ansigt. Da går hårde ryk gennem ham - jordskælv - og sådan vil han blive liggende frem til Jordens undergang.

## Vale som Odins søn
Men Balders død var ikke sonet ved Lokes straf, eftersom Høder - uforskyldt - havde forårsaget drabet. Ethvert drab krævede en hævn for genoprettelse af ættens ære og lykke. Den værste ulykke, som kunne ramme en æt, var netop, at den ene frænde var skyld i den andens død, da slægten ikke kunne hente oprejsning fra sig selv, og heller ikke kunne dræbe en af sine egne; det ville kun forøge ulykken. Men den skyldige kunne heller ikke tåles i familiekredsen, men måtte sendes væk som fredløs. For at skaffe en hævner til veje, opsøgte Odin kvinden Rind. Som sejdkyndig optrådte han i kvindeskikkelse, og avlede ved denne list en søn med hende. Han kaldte den nyfødte Vale, ligesom Lokes søn med Sigyn. Da drengen kun var nattegammel og endnu ikke vasket, dræbte han sin halvbror Høder og lagde ham på et bål.